# Diagrama deciziilor de acțiune
Diagrama deciziilor de acțiune (în engleză Process decision program chart-PDPC) este o tehnică destinată pentru a arăta modul de desfășurare a unui plan de acțiuni, luând în considerare factorii aleatori posibili și măsurile de contracarare necesare. Această tehnică a fost inițiată de Jiro Kondo, în cadrul preocupărilor sale de identificare a unor modalități de prognoză a evoluției Universității din Tokio, unde a fost profesor, în anii '60. Este o tehnică destinată pentru a ajuta la pregătirea unor planuri de contingență (pentru situații neprevăzute, incidentale). Cu ajutorul acestei diagrame a deciziilor se identifică în mod sistematic ceea ce ar putea provoca probleme sau riscuri într-un plan de acțiuni și se poate crea un plan de contingență pentru a limita riscurile neprevăzute. Se dezvoltă astfel contramăsuri pentru a preveni acele probleme nedorite. Utilizând tehnica PDPC fie se poate revizui planul pentru a evita problemele pe parcursul desfășurării planului sau se poate găsi cel mai bun răspuns când va apărea o problemă.
Acest instrument este și un instrument de asigurare a calității, pentru că servește nu numai pentru anticiparea problemelor potențiale, ci și la evitarea ca acestea să nu survină.

## Construirea unei diagrame a deciziilor de acțiune
Cu ajutorul unei diagrame a deciziilor de acțiune se pot schița toate evenimentele neprevăzute ce pot fi concepute sau contingențe care pot interveni în faza de implementare și se pot găsi contramăsuri fezabile pentru a contracara aceste probleme.

### Construirea propriu-zisă a unei diagrame a deciziilor de acțiune
Construirea unei diagrame a deciziilor de acțiune implică parcurgerea mai multor etape:
- Se cere participanților ca prin metoda brainstorming să fie dezvoltată o diagramă-arbore care să determine ce evenimente sunt posibile, pornind de la situația considerată. Aceasta trebuie să fie o diagramă de înalt nivel, indicând obiectivul, nivelul al doilea - de activități principale și nivelul al treilea - de sarcini definite pe larg, pentru a îndeplini activitățile principale.

- Se face o analiză a ideilor propuse de participanți, ca într-o diagramă-arbore, regrupând ideile care permit acest lucru și formulând un titlu comun, care le conține pe toate.

- Se analizează fiecare „ramură” creată în raport cu obiectivul atribuit. Se marchează ramurile care fac obiectul unei analize ulterioare cu un semn distinctiv și se dispun, în măsura posibilităților, de o parte și de alta a ramurii principale pe care grupul de participanți se concentrează cu prioritate.
- Se reîncepe la fel ca la primul punct pentru ramura selecționată în vederea continuării analizei.

Prin parcurgerea acestor etape, se reușește ca pentru fiecare problemă potențială să se stabilească contramăsurile posibile. de asemenea, se decide cât de practică este fiecare contramăsură, ținând seama de criteriile: cost, timp necesar, ușurința implementării și eficiența. În calitate de contramăsuri pot fi adoptate planuri de măsuri pentru diminuarea riscurilor. 
În managementul calității, diagrama deciziilor se poate aplica pentru îmbunătățirea planurilor calității, aflate în fază de proiect, astfel încât să fie posibilă îndeplinirea obiectivelor stabilite. Prin simularea desfășurării activităților prevăzute, se fac propunerile de îmbunătățire, astfel încât o dată ce vor fi aplicate să se ajungă la obiectivul stabilit, eliminând posibilitatea apariției unor evenimente perturbatoare.

### Situații posibile
Utilizările posibile ale folosirii diagramei deciziilor de acțiune pot fi:
- Să fie prevenită o situație neprevăzută (contingență).
- Să se dea cel mai bun răspuns atunci când se produc probleme.
- Să se identifice, să se reprezinte și să se elimine toate problemele posibile care pot surveni în procesul implementării diferitelor soluții.

Ca exemple de utilizare se pot enumera: dezvoltarea de noi produse, construcția unei instalații, realizarea  unui program de elaborare de date etc. De asemenea, diagrama descrisă poate fi utilă pentru reprezentarea procedurilor operaționale ale unui ciclu de producție, ale unei instalații, a procedurilor de instalare și de reparare a avariilor unei mașini etc.
Diagrama deciziilor de acțiune poate fi considerată ca un mijloc de realizare a procedurii „Analiza modurilor de defectare și a efectelor lor”, pentru că în ambele tehnici sunt identificate riscurile, consecințele lor și planurile de contingență.